# Елизабет Барнс
Елизабет Барнс (на английски: Elizabeth Barnes) е американска преподавателка и писателка на произведения в жанра любовен роман и романтичен трилър.

## Биография и творчество
Мари Елизабет Барнс е родена през 1938 г. в Северна Каролина, САЩ. Отраства в Роли. Завършва колежа „Мередит“ и получава докторска степен от Университета Дюк. Омъжва се за Лалън Барнс, к когото имат две дъщери и един син.
Преподава в баптистката теологична семинария в Ричмънд.
В периода 1989-1993 г. са публикувани от издателство „Арлекин“ 6 нейни любовни романа. След пенсионирането си продължава да пише, като през 2011 г. е издаден романтичния ѝ трилър „The Dark Strip“.
Елизабет Барнс живее със семейството си в Кери, окръг Уейк, Северна Каролина.

## Произведения

### Самостоятелни романи
- No Love in Return (1989)
- Now and Forever (1989)
- In Spite of Themselves (1990) 
Ледената принцеса, изд.: „Арлекин България“, София (1995), прев. Елика Рафи
- A Vintage Affair (1990)
- Last Summer's Girl (1991)
- Forgive and Forget (1993)
- The Dark Strip (2011)

### Документалистика
- An affront to the Gospel? (1987)
- The story of discipleship (1995)